# Бекузарова, Орзета Алихановна
Орзе́та Алиха́новна Бекуза́рова (21 февраля 1934, Садон, Северо-Осетинская автономная область — 12 декабря 2007, Владикавказ) — советская и российская осетинская актриса театра, режиссёр, педагог, народная артистка России (1993).

## Биография
Орзета Алихановна Бекузарова родилась 21 февраля 1934 года в Садоне Северо-Осетинской АО. В 1958 году окончила осетинскую студию московского Театрального училища им. Щукина (педагоги — В. А. Этуш, Д. А. Андреева, А. А. Орочко).
После окончания театрального института вошла в труппу Северо-Осетинского академического театра им. В. В. Тхапсаева в Орджоникидзе (сейчас Владикавказ). Сыграла в театре более 200 ролей, поставила более 15 спектаклей.
Работала как мастер-режиссёр народных театров республики, преподавала актёрское мастерство во Владикавказском училище искусств.
Умерла 12 декабря 2007 года.

### Семья
- Муж — Николай Михайлович Саламов (1922—2003), актёр театра и кино, театральный режиссёр, драматург, педагог, народный артист СССР.
- Две дочери: одна из них — врач, другая — режиссёр детского театра.

## Награды и премии
- Заслуженная артистка Чечено-Ингушской АССР.
- Народная артистка Северо-Осетинской АССР.
- Заслуженная артистка РСФСР (17.01.1978).
- Народная артистка России (02.02.1993).
- Медаль «За трудовую доблесть» (05.10.1960).
- Медаль «В ознаменование 100-летия со дня рождения Владимира Ильича Ленина».
- Приз лучшей исполнительнице женской роли на II фестивале национальных театров Северного Кавказа «Сцена без границ» за главную роль матери Бургалон в спектакле Осетинского государственного академического театра им. В. Тхапсаева «Чаша, секира, плуг» Г. Тедеева в постановке Г. Хугаева (2002).

## Работы в театре
- «Двенадцатая ночь» Шекспира — Виола
- «Ромео и Джульетта» Шекспира — Джульетта
- «Перед заходом солнца» Г. Гауптмана — Инкен
- «Материнская слава» Р. Хубецовой — Кади
- «Король Лир» Шекспира — Корделия
- «Две свадьбы» Н. Саламова — Уарзетта
- «Невестки Зали» Н. Саламова

## Фильмография
- 1981 — Пишите письма — Соня, бабушка Азы
- 1982 — Мужское самолюбие — Мишурат, мать Роксаны